# Représentations diplomatiques en Suisse
Les représentations diplomatiques en Suisse sont actuellement au nombre de 88/50[Quoi ?]. Il existe de nombreuses délégations et bureaux de représentations des organisations internationales et d'entités infranationales dans la capitale Berne, ainsi que dans la ville de Genève.

## Ambassades à Berne
| - Albanie - Algérie - Angola - Argentine - Autriche - Azerbaïdjan - Biélorussie - Belgique - Bosnie-Herzégovine - Brésil - Bulgarie - Cameroun - Canada - Chili - Chine - Colombie - République démocratique du Congo - Costa Rica - Croatie - Cuba - Tchéquie - République dominicaine - Équateur - Égypte - Finlande - France - Géorgie - Allemagne - Ghana - Grèce - Guatemala - Vatican - Hongrie - Inde - Indonésie - Iran - Irak - Irlande - Israël - Italie - Côte d'Ivoire - Japon - Jordanie - Kazakhstan - Kosovo - Koweït - Liban - Libye - Liechtenstein - Luxembourg - Malaisie - Mexique - Monaco - Monténégro - Maroc - Pays-Bas - Nigeria - Corée du Nord - Macédoine du Nord - Norvège - Oman - Pakistan - Paraguay - Pérou - Philippines - Pologne - Portugal - Qatar - Roumanie - Russie - Arabie saoudite - Serbie - Slovaquie - Slovénie - Afrique du Sud - Corée du Sud - Espagne - Suède - Thaïlande - Tunisie - Turquie - Ukraine - Émirats arabes unis - Royaume-Uni - États-Unis - Uruguay - Venezuela - Viêt Nam |

## Ambassades à Genève
| - Afghanistan - Arménie - Bangladesh - Bénin - Bhoutan - Botswana - Burkina Faso - Burundi - Cambodge - République centrafricaine - Cap-Vert - Tchad - République du Congo - Djibouti - Salvador - Érythrée - Guinée équatoriale - Eswatini - Éthiopie - Fidji - Gambie - Guinée - Guyana - Honduras - Islande - Kirghizistan - Laos - Lesotho - Madagascar - Malawi - Mali - Maurice - Mauritanie - Moldavie - Mongolie - Mozambique - Birmanie - Namibie - Népal - Nicaragua - Niger - Panama - Rwanda - Sénégal - Sierra Leone - Soudan - Tajikistan - Togo - Turkménistan - Ouganda - Yémen - Zambie |